# 黑格尔哲学的批判
《黑格尔哲学的批判》(德語：Zur Kritik der Hegelschen Philosophie)是德国哲学家费尔巴哈于1839年出版的一部重要哲学著作，他代表了当时的唯物主义观点，从认识论的根源上，对黑格尔的唯心主义进行的分析批判。他认为人的精神、思想是人脑的属性，是附属于肉体的，黑格尔的错误在于把精神和思维看作一种脱离人脑而独立的东西，“没有感觉，没有人的，在人之外的思维”即绝对精神，世界的任何事物都是绝对精神的派生物，这是十分荒谬的。
费尔巴哈指出黑格尔所说的“绝对精神”，不过是以精神、思维形式表现出来的上帝，“唯心论直接地将理性神化”，“黑格尔哲学是将思维……当成了神圣的绝对的本质，‘绝对’哲学的秘密，因此就是神学的秘密”。
费尔巴哈认为，黑格尔将精神、思维“外在化”为自然的学说，不过就是改装了的上帝创世说，“从精神里推出自然，意思等于算帐不找掌柜”，“等于从水里做出酒”，“等于用语言呼风唤雨，用语言移山倒海，用语言使瞎子复明”，“等于处女借圣灵而生救世主”。
卡尔·马克思认为费尔巴哈在批判黑格尔时，没有认识到黑格尔哲学中辩证法的重要性和其合理成分，因此费尔巴哈的唯物论是形而上学的。马克思写了《关于费尔巴哈的提纲》11条(几百字),来分析评价他认为费尔巴哈的正确和错误的地方。哲学家们只是用不同的方式解释世界，而问题在於改变世界。